# Exarsia paracycla
Exarsia paracycla är en fjärilsart som beskrevs av Oswald Beltram Lower 1897. Exarsia paracycla ingår i släktet Exarsia och familjen praktmalar, Oecophoridae. Inga underarter finns listade i Catalogue of Life.